# Bstan pa'i rnam bshad dar rgyas gsal ba'i sgron me
| Tibetische Bezeichnung                                                    |
| ------------------------------------------------------------------------- |
| Tibetische Schrift: བསྟན་པའི་རྣམ་བཤད་དར་རྒྱས་གསལ་བའི་སྒྲོན་མེ།                      |
| Wylie-Transliteration: bstan pa'i rnam bshad dar rgyas gsal ba'i sgron me |
| Chinesische Bezeichnung                                                   |
| Vereinfacht: 本教源流宏扬明灯                                             |
| Pinyin:Benjiao yuanliu Hongyang mingdeng                                  |

bstan pa'i rnam bshad dar rgyas gsal ba'i sgron me (tibetisch; chin. Benjiao yuanliu Hongyang mingdeng 本教源流宏扬明灯; etwa: “Ursprung und Entwicklung des Bön - Helle Lampe der Propagierung” oder “Ursprung und die Verbreitung des Lichts der Bön-Religion” u. a.) ist ein tibetisches Buch, das im 11. oder 12. Jahrhundert abgeschlossen wurde und das früheste erhaltene Buch über die Ursprünge und die Entwicklung des Bön ist.

## Kurzeinführung
Das gesamte Buch befasst sich mit der Entstehung und Entwicklung der Religion und ihrer Lehren. Insbesondere beschreibt es sehr detailliert den Entstehungs- und Ausgrabungsprozess der Fünf Großen gter-ma (wiederentdeckte Texte) in der Geschichte der Bön-Religion. Es hatte einen großen Einfluss auf spätere Generationen in Bezug auf das Schreiben der Geschichte der Ursprünge der Religion und den Stil ihrer Zusammenstellung. Sein Verfasser ist Pa Tengyel Sangpo (spa bstan rgyal bzang po).
Das Werk fand Aufnahme in der chinesischen tibetischen Dokumentenreihe zur Bön-Religion (wA Na g.yung drung bon gyi dge slob khang gi deb grangs), herausgegeben von Tsering Tar.